# 金朝陽集團

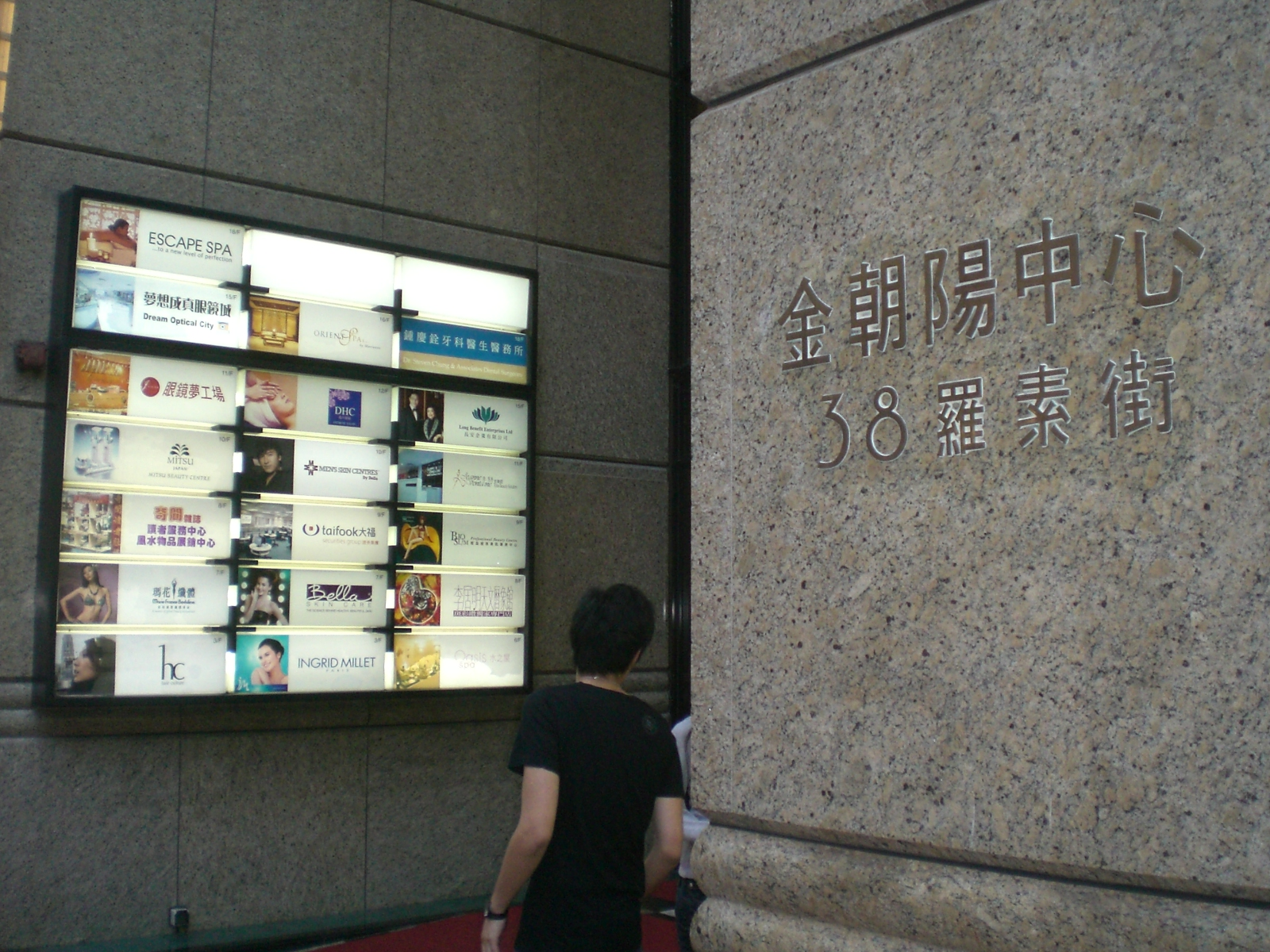
羅素街，金朝陽中心

金朝陽集團，Soundwill Holdings Limited，（港交所：0878）香港上市公司，商業角色為物業投資者及地產發展商及舊區重建者，還有中國地產開發等。金朝陽集團主席傅金珠，持有金朝陽集團已發行股票量的74.29%。
註冊地百慕達，寫字樓總部在銅鑼灣羅素街金朝陽中心。法律顧問是盧王徐律師事務所，核數師為香港立信德豪會計師事務所有限公司。
2007年4月22日份金朝陽集團以2.3億元出售其位於銅鑼灣寶靈頓道30、32、34、36號，38及40號兩項相連物業予華美達酒店有限公司。
2009年3月1日金朝陽集團以4.23億元完成出售大坑重士街1、3、5、7、9及11號、華倫街3、5、5A、7、7A、9及11號等物業給軒斯投資有限公司，有關交易已於日前完成。以可建樓面面積66,765平方呎計算，每方呎平均售價達6336元。
2010年1月18日金朝陽集團以9,825萬元出售大坑蓮花宮西街8,10,12號、銅鑼灣道98及100號、蓮花宮東街11-15A號給包玉剛家族旗下的包氏基金。
2010年6月8日金朝陽集團以1.68億出售北角電氣道118號至120號地下至4樓與相關物業給新興集團。
2010年11月24日金朝陽集團以3.25億元完成出售九龍紅磡新圍街1至11A號地盤給遠東發展有限公司。
2010年，金朝陽集團宣佈中止分拆金朝陽基建上市。
2011年9月16日金朝陽集團以4.5928億元出售北角麥連街14至20號地盤給百利保，該項目之前已獲批重建一幢31層高提供約351個房間的酒店，整個項目合計地盤面積約5,297方呎，按15倍地積比率計，最多可建樓面積約79,455方呎，每方呎樓面地價約5,780元。
2012年1月20日金朝陽集團以0.94億元出售其位灣仔慶雲街17及19號地盤給獨立第三方，該地面積約1,317方呎，項目可建總樓面面積約16,000平方呎。
2012年10月15日金朝陽集團以1.8億元出售北角水星街13及15號物業給獨立第三方，整個項目合計地盤面積約2,574平方呎，可建地積比率最高可達15倍，樓面面積可達38,600平方呎。
2012年11月29日，金朝陽以8.95億元向賭王四太梁安琪等相關人士，購入尖沙嘴諾士佛臺10號全幢，呎價約10,284元。
2013年1月4日，拆售旗下銅鑼灣霎東街11至13號THE SHARP全幢29層樓面，即日售罄，呎價介乎33,567元至4.81萬元，套現15億元。
2014年4月24日，萬科置業（香港）以8.6億元向金朝陽集團購入灣仔聯發街12至24號商住項目，每方呎樓面地價約1.36萬元，項目地盤面積7,100方呎，可重建為商住項目，以地積比率9倍計算，總樓面約6.3萬方呎。
2015年1月13日，金朝陽集團以4.525億購入葵涌打磚坪街105-113號工業項目，地盤面積約2萬平方呎，現時為6層樓高工業大廈，總樓面面積98426平方呎。該地盤若重建作工業項目，若以地積比率9.5倍計算，可建成樓面面積達19萬平方呎。
2015年7月28日金朝陽集團和謝氏家族以4.038億元向英皇集團出售摩羅廟街8、8A、10及10A號之住宅大廈。該物業現時為一幢樓高6層之住宅大廈，淨地盤面積約4,028平方呎，總樓面面積約14,103平方呎，可重建樓面面積約32,227平方呎，呎價約12,531元。
2015年11月13日，金朝陽集團以1.33億元向控股股東、主席兼執行董事傅金珠及執行董事陳慧苓持有的盛國集團，出售銅鑼灣希雲街３８號曦巒4個物業單位，包括３０及３１樓Ｃ室（複式），30及31樓Ａ室（複式），31樓Ｂ室及30樓Ｂ室、建築面積合共7129平方呎、實用面積合共5383平方呎
2016年6月15日，金朝陽集團以8.2億出售持有47%業權的摩羅廟街14及14A號、16號、18號。項目佔地約4,061方呎，獲批建一幢住宅，總樓面約49,602方呎，呎價約16,532元。
2017年3月2日金朝陽集團以4.1億向梁安琪旗下尚嘉控股購入灣仔駱克道332-334 號啟光商業大廈全幢，樓高21層，地盤面積約2,067平方呎，總樓面面積約30,989平方呎，包括1,561平方呎地下、1,740平方呎閣樓，另1至3樓面積共5,448平方呎，4至21樓共22,240平方呎，即每層面積約1,235平方呎，以成交價計平均呎價約13,231元。
2017年5月4日金朝陽成功以1.38億元收購位於銅鑼灣耀華街42至44號、及堅拿道東28至29號整個地盤之業權，項目地盤面積佔地約2952方呎，將來可建總樓面約4.4萬方呎。
2017年6月7日金朝陽集團以4.5562億港元出售旗下銅鑼灣書館街18號COHO全幢住宅43伙（扣除3伙已於一手市場售出單位，包括5樓B室、8樓A室及9樓A室除外)給華融置業。
2017年10月16日金朝陽集團以3.5億港元購入荃灣半山街18至20號的慶豐印染廠，上述地盤面積約2.5萬方呎，總樓面面積約58,446方呎，成交價計，呎價約5,988元。
2018年7月20日金朝陽集團以4.67億港元向獨立第三方出售位於北角建華街57號和堡壘街66號的一幅土地上之工地及物業單位。
2018年8月1日金朝陽集團以5.3億港元出售旗下荃灣柴灣角街71至75號地盤給第一集團。
2019年7月22日金朝陽集團向土地審裁處申請強拍銅鑼灣禮頓道128至138號及希雲街2至30號希雲大廈，該項目合計地盤面積約13150方呎，若重建作商業項目，以地積比率15倍計算，將來可建樓面面積可達至約197,250方呎。若發展為高級住宅項目，則以地積比率9倍計算，將來可建樓面面積可達約118,350方呎，金朝陽現時持有項目約80.04%業權，餘下近2成未收購業權涉及25組小業主，物業估值約15.7084億元

## 持有物業項目
- 銅鑼灣金朝陽中心，樓面總面積約245100平方呎
- 銅鑼灣Midtown（金朝陽中心2期），樓面總面積約218000平方呎
- 銅鑼灣霎東街11-13號及耀華街1-1A號THE SHARP地下至二樓
- 銅鑼灣耀華街42至44號及堅拿道東28至29號
- 灣仔啟光商業大廈
- 大坑尚巒
- 大坑曦巒
- 大坑禮賢街1至11號／重士街2至12號雋琚（Jones Hive，與恒基合作）20.24%
- 北角建華街57號及堡壘街66號項目
- 北角明園西街35至41號項目
- 尖沙嘴諾士佛臺10號，樓面總面積約114000平方呎
- 葵涌青山公路301至305號iPLACE，樓面總面積約190000平方呎
- 葵涌打磚坪街105～113號捷德大廈重建項目iCITY
- 葵涌南華冷房工業大廈重建項目地盤面積為約19,134平方呎，按其地積比率9.5倍計算，可重建成樓面面積達約180000平方呎
- 荃灣半山街18至20號慶豐印染廠重建項目
- 集團於香港的租戶組合581,600平方呎（以分別所佔總樓面面積計算）

## 子公司
- 金朝陽（中國）有限公司，業務為中國城市基建
- 金朝陽（中國）地產有限公司
- 金朝陽基建
- 至尊迷你倉管理有限公司

## 外部連結
- 金朝陽集團官方網址 （页面存档备份，存于）
- 金朝陽集團執行董事陳慧苓專訪 （页面存档备份，存于）
- 雅虎財經簡介金朝陽集團